# Bodiná
Bodiná je naseljeno mjesto u okrugu Považská Bystrica u Trenčínskom kraju u Slovačkoj.

## Stanovništvo
| Godina:     | 1993. | 2003.   | 2013.   | 2023.   |
| ----------- | ----- | ------- | ------- | ------- |
| Broj ljudi: | 486   | 476     | 494     | 475     |
| Razlika:    |       | -2,05 % | +3,78 % | -3,84 % |

| Godina:     | 2022. | 2023.   |
| ----------- | ----- | ------- |
| Broj ljudi: | 480   | 475     |
| Razlika:    |       | -1,04 % |

Prema podatcima o broju stanovnika iz 2023. godine naselje je imalo 475 stanovnika.

## Vanjske poveznice
|  | Zajednički poslužitelj ima još gradiva o temi Bodiná |

- Službena stranica naselja (sl.)